# Ladislav Pešek

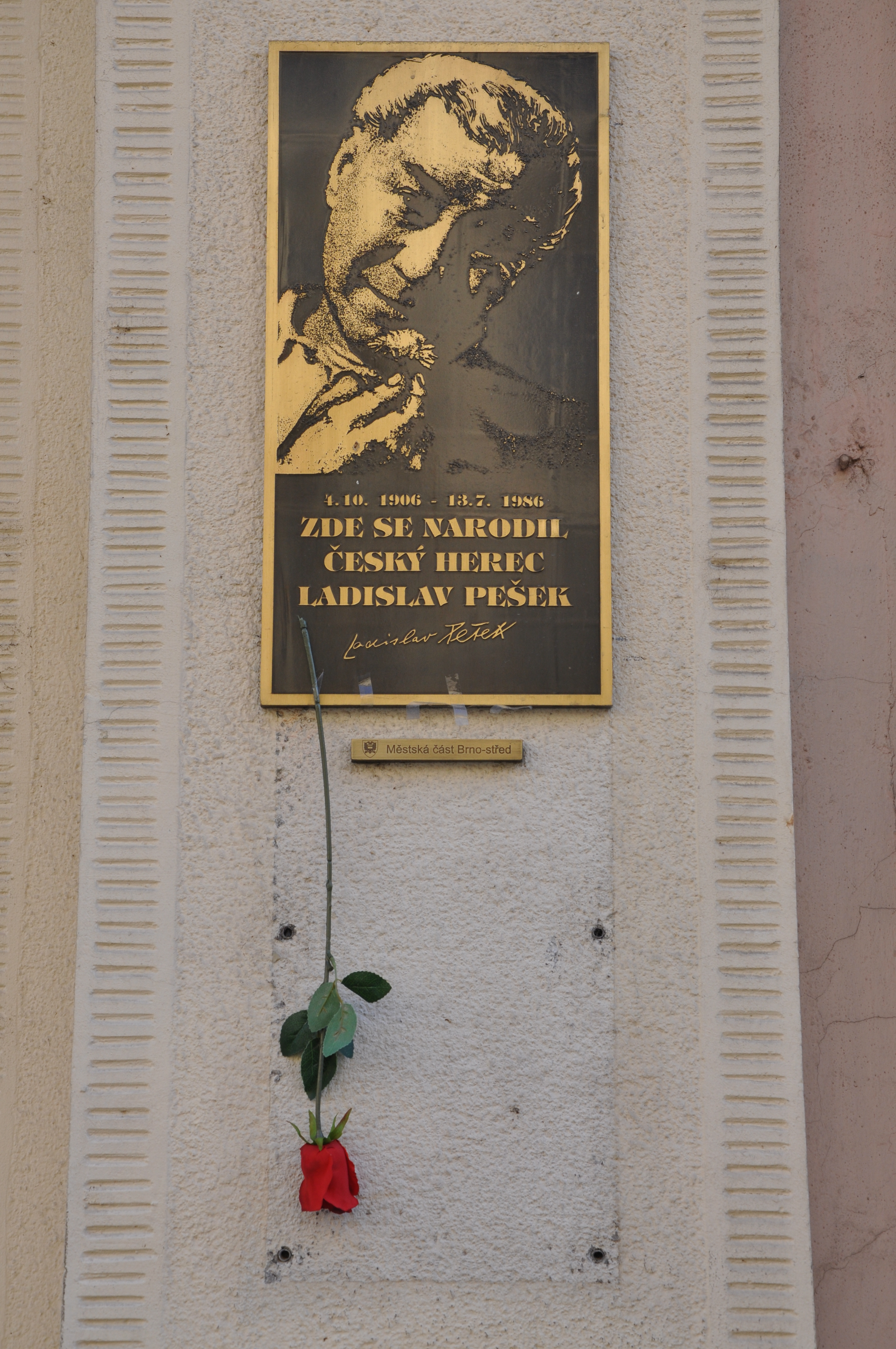
Plaketa v Brně v Sokolské ulici

Ladislav Pešek (4. října 1906 Brno – 13. července 1986 Praha), rodným jménem Ladislav Pech, byl český herec, dlouholetý člen činohry Národního divadla a divadelní pedagog.

## Život
Pocházel z rodiny, která se po několik generací věnovala divadlu – mezi jeho prapředky z matčiny strany figuruje i jméno legendárního obrozeneckého autora a herce Václava Tháma. Byl synem herce Ladislava Pecha a herečky Emy Pechové, rozené Peškové. Jeho sestrou byla herečka Marie Waltrová. Na divadelní prostředí byl zvyklý již od dětství, rodiče ho s sebou brali na zkoušky.
Ladislav Pech studoval na reálném gymnáziu v Brně na Antonínské ul., obchodní živnostenské škole, ale po jejím absolvování odmítl nastoupit do papírenského obchodu. Od roku 1922 studoval konzervatoř v Brně. Během studia měl možnost krátkodobého působení jako stipendista v divadelní škole Maxe Reinhardta v Berlíně, už od roku 1924 hrál ve Státním divadle v Brně, kde působil společně s rodiči i po ukončení studia (1927) až do roku 1929. V té době začal používat umělecké příjmení Pešek po své matce, aby nedocházelo k záměnám s otcem. V roce 1937 si nechal příjmení změnit na Pešek úředně.
V letech 1928 a 1929 byl dvakrát pozván Karlem Hugem Hilarem k hostování v Národním divadle (ND) v Praze. Následně se stal členem činohry ND, kterým zůstal až do svého odchodu do důchodu 31. července 1976. Na scéně ND vytvořil více než 300 rolí rozmanitých charakterů. Měl komediální talent, ale dokázal zahrát i postavy tragické a psychologicky složité. Jednou z jeho nejvýraznějších rolí byl Chlestakov v Gogolově komedii Revizor, kterého hrál téměř dvacet let. Za protektorátu vytvořil nezapomenutelnou roli mazaného otroka v Plautově antické komedii Lišák Pseudolus, kterou nastudoval pod režijním vedením svého dlouholetého přítele Jiřího Frejky.
V letech 1943 až 1947 byl profesorem dramatického oddělení konzervatoře v Praze. V období 1947 až 1950 působil jako profesor na DAMU.
Na přelomu padesátých a šedesátých let podával výkony jako Archie Rice v Osbornově Komikovi nebo Fortunato v Goldoniho Poprasku na Laguně. V divadle mu jeho kolegové říkali přezdívkou z dětství Lála. Byl skromný, poctivý umělec s velkým osobním kouzlem a přátelskou povahou.[zdroj⁠?!] Vyzařovala z něj vitalita a optimismus, tvůrčí energie a radost ze hry.[zdroj⁠?!] Od mládí sportoval, byl pohybově nadaný a fyzickou kondici si udržoval do pozdního věku.
Angažmá v Národním divadle ukončil v roce 1976 z vlastního rozhodnutí, protože dostával málo hereckých příležitostí a nesouhlasil s přístupem tehdejšího vedení k některým dalším hercům. V dalších letech hrával pohostinsky mimo Prahu, vystupoval v poetické kavárně Viola (dnes Divadlo Viola) a často natáčel v televizi. Napsal knihu vzpomínek Tvář bez masky (1977).
Je pochován na Vyšehradském hřbitově v Praze.

### Politický postoj
V roce 1946 podepsal prokomunistické „Májové poselství kulturních pracovníků českému lidu!“ publikované před volbami do Národního shromáždění v květnu 1946. Tento předvolební manifest podepsalo celkem 843 kulturních pracovníků a komunisté volby vyhráli. Později podepsal prokomunistickou výzvu kulturních pracovníků Kupředu, zpátky ni krok!, jež byla vydána dne 25. února 1948 pro podporu komunistického převratu. V lednu 1977 podpořil stávající režim (který jej příslušně oceňoval) podpisem Anticharty.

### Soukromý život
Jeho velkou láskou byla herečka Jiřina Štěpničková, se kterou žil v polovině třicátých let. V říjnu 1937 se oženil s Renatou Kuhovou, psychicky labilní fanynkou, která si sňatek vynutila pohrůžkami sebevraždou. Po několika letech se rozvedli. Podruhé byl ženat se Zorou Plichtovou (19??–1992), manželství uzavřel v srpnu 1942. V druhém manželství měl dceru Zuzanu.

## Ocenění
- 1954 titul zasloužilý umělec
- 1958 titul národní umělec
- 1967 Řád práce
- 1974 ocenění „zasloužilý člen ND“
- 1981 Řád republiky
- 1996 – byla odhalena pamětní deska na rodném domě v Brně, Sokolské ul. č. 4 (v roce 2012 odcizena, znovu vrácena v roce 2014)[18]
- 2007 – dne 11. prosince 2007 byla jeho jménem nazvána jedna z ulic brněnské městské části Královo Pole[19]

## Dílo

### Filmografie
Během svého života účinkoval ve více než osmdesáti českých filmech. Před kamerou debutoval v roce 1931 v roli Pepiho Kulíka ve snímku Miláček pluku. Mezi jeho nejvýznamnější role patří Áda Čuřil ve snímku Škola základ života (1938), Vojtěch Kulík z Cestě do hlubin študákovy duše (1939), role rozverných studentů hrál až do svých téměř čtyřiceti let. V pozdějším věku se divákům představil například jako muzikant v pohádce Obušku, z pytle ven! z roku 1955 a Albín Boček, penzionovaný gymnaziální profesor ve filmu Adéla ještě nevečeřela (1977). Naposledy se objevil ve snímku O sláve a tráve (1984).

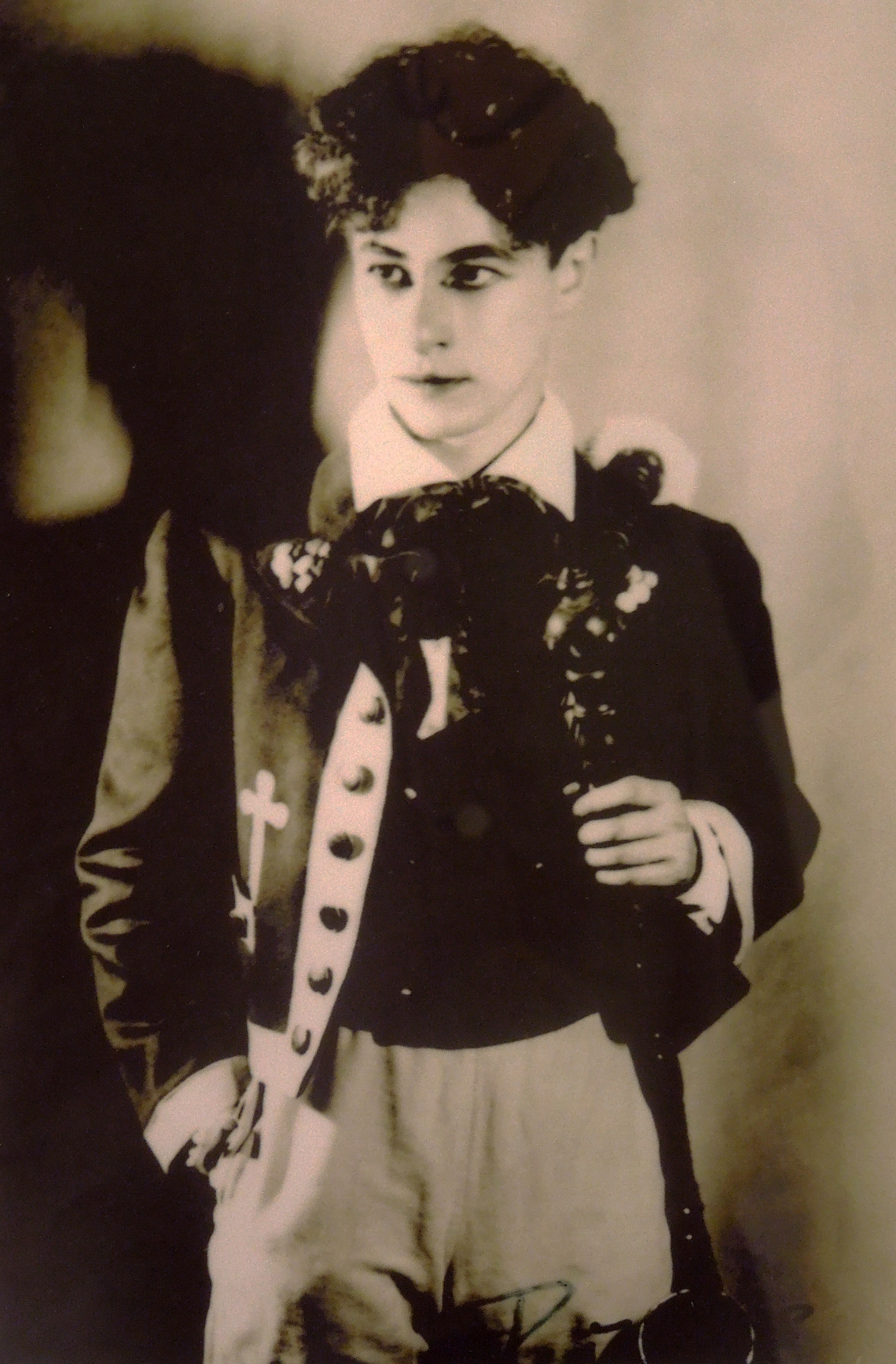
Ladislav Pešek jako Švanda Dudák (1930)

### Film
- 1931 Miláček pluku – role: Pepi Kulík
- 1931 Loupežník – role: adjunkt
- 1933 Okénko – role: student Divíšek
- 1934 U nás v Kocourkově – role: dr. Viktor Nykys
- 1938 Škola základ života – role: Áda Čuřil

### Televize
Od šedesátých let často vystupoval v televizi. Zhostil se řady rolí v televizních inscenacích, seriálech a filmech (Šibalství Scapinova 1961, Nezralé maliny 1980, Nemocnice na kraji města 1976–1981 aj.). Účinkoval často v rozhlasových hrách a pořadech.
- 1968 Jak se stal Janek-voják králem anglickým (pohádka) - role: anglický král
- 1969 Dvě Cecilky (pohádka) - role: král
- 1969 Popelka (pohádka) – role: král
- 1970 Vražedný týden (komedie s detektivní zápletkou) – role: Eda Valtr
- 1971 Rozsudek (seriál) – role: plukovník Rejsek
- 1971 Mrtvý princ (pohádka) – role: zámecký kastelán / komoří Ondřej
- 1971 Hostinec U koťátek (seriál) – role: Václav Burda

### Gramofonové desky, výběr
- 1942 Titus M. Plautus: Lišák Pseudolus, Pseudolus, režie Jiří Frejka
- 1956 Molière: Jiří Dandin, Dandin
- 1963 Jaroslav Průcha: Hrdinové okamžiku, Jan Kaška

### Divadelní role, výběr
- 1924 Molière: Směšné preciózky, Mascarille, Brněnská konzervatoř, režie O. Linhart
- 1926 Molière: Létající lékař, Sganarelle, Brněnská konzervatoř, režie V. Baloun
- 1926 Josef Kajetán Tyl: Pražský flamendr, Filip, Zemské divadlo v Brně, režie R. Walter
- 1927 William Shakespeare: Veselé ženy windsorské, Chuděra, Zemské divadlo v Brně, režie R. Walter
- 1928 Henrik Ibsen: Stavitel Solness, Ragnar, Zemské divadlo v Brně, režie V. Šimáček
- 1928 William Shakespeare: Zkrocení zlé ženy, Hortensio (j.h.), Národní divadlo, režie Karel Dostal
- 1929 Stanislav Lom: Svatý Václav, Slavník, Národní divadlo, režie Karel Hugo Hilar
- 1930 J. K. Tyl: Strakonický dudák, Švanda, Národní divadlo, režie Karel Dostal
- 1931 William Shakespeare: Kupec benátský, Lancelot Gobbo, Národní divadlo, režie Karel Dostal
- 1931 Molière: Lakomec, La Fleche, Národní divadlo, režie Vojta Novák
- 1932 F. X. Šalda: Zástupové, Hvížďálek, Národní divadlo, režie Jiří Frejka
- 1932 Josef Čapek: Tlustý pradědeček, lupiči a detektivové, Veliký Šibal, Národní divadlo, režie Jiří Frejka
- 1933 William Shakespeare: Sen noci svatojánské, Puk, Národní divadlo, režie K. H. Hilar
- 1934 I. Vojnovič: Smrt matky Jugovičů, Pastevec, Národní divadlo, režie Jaroslav Kvapil
- 1935 William Shakespeare: Veta za vetu, Lokýtek, Národní divadlo, režie Karel Dostal
- 1936 G. B. Shaw: Svatá Jana, Dauphin Karel, Národní divadlo, režie Karel Dostal
- 1937 Karel Čapek: Bílá nemoc, Druhý asistent, Stavovské divadlo, režie Karel Dostal
- 1938 Karel Čapek: Matka, Jiří, Národní divadlo, režie Karel Dostal
- 1939 A. N. Ostrovskij: Les, Bulanov, Stavovské divadlo, režie Jiří Frejka
- 1940 William Shakespeare: Mnoho povyku pro nic, Konrád, Národní divadlo, režie Aleš Podhorský
- 1941 Carlo Goldoni: Benátská maškaráda, Oktavio, Národní divadlo, režie Jiří Frejka
- 1942 Jan Bor: Zuzana Vojířová, Jan Lazecký, Národní divadlo, režie Jan Bor
- 1943 Henrik Ibsen: Nápadníci trůnu, Birkenbeinský, Národní divadlo, režie Jan Bor
- 1944 Molière: Tartuffe, Pan Loyal, Národní divadlo, režie Karel Dostal
- 1946 Molière: Šibalství Skapinova, Skapino, Stavovské divadlo, režie Jaroslav Průcha
- 1946 Josef Čapek, Karel Čapek: Ze života hmyzu, Cvrček, Národní divadlo, režie Jindřich Honzl
- 1948 František Rachlík: Kulový král, Jabach, Národní divadlo, režie František Salzer
- 1949 Alois Jirásek: Lucerna, Klásek, Národní divadlo, režie Josef Pehr
- 1950 J. K. Tyl: Strakonický dudák, Pantaleon Vocilka, Národní divadlo, režie František Salzer
- 1951 Molière: Chudák manžel, Jíra Danda, Národní divadlo, režie Miloš Nedbal
- 1953 Jan Drda: Hrátky s čertem, Lucius, Národní divadlo, režie František Salzer
- 1954 William Shakespeare: Benátský kupec, Graziano, Tylovo divadlo, režie František Salzer
- 1956 G. B. Shaw: Svatá Jana, Dauphin Karel, Tylovo divadlo, režie Jaromír Pleskot
- 1959 William Shakespeare: Hamlet, Polonius, Národní divadlo, režie Jaromír Pleskot
- 1961 Carlo Goldoni: Poprask na laguně, Patron Fortunato, Tylovo divadlo, režie Miroslav Macháček
- 1965 Josef Čapek, Karel Čapek: Ze života hmyzu, Tulák, Národní divadlo, režie Miroslav Macháček
- 1968 Karel Čapek: Bílá nemoc, Dr. Galén, Tylovo divadlo, režie Evžen Sokolovský
- 1970 Julius Zeyer: Radúz a Mahulena, Vratko, Národní divadlo, režie Karol L. Zachar
- 1975 N. V. Gogol, V. Hudeček, J. Lexa: Mrtvé duše, Pljuškin, Národní divadlo, režie Václav Hudeček